# Ryan Cochrane (piragüista)
Ryan Cochrane  (Halifax, 24 de julio de 1983) es un deportista canadiense que compitió en piragüismo en la modalidad de aguas tranquilas. Ganó una medalla de oro en los Juegos Panamericanos de 2011 en la prueba de K2 200 m.

## Palmarés internacional
| Juegos Panamericanos | Juegos Panamericanos | Juegos Panamericanos | Juegos Panamericanos |
| Año                  | Lugar                | Medalla              | Competición          |
| -------------------- | -------------------- | -------------------- | -------------------- |
| 2011                 | Guadalajara (México) | Medalla de oro       | K2 200 m             |